# Hebesu
Espèce
L’Hébésu ou Ebésu, du japonais hebesu (へべす ou 平兵衛酢), est un agrume japonais cultivé à Hyūga, dans la Préfecture de Miyazaki, classé Citrus heibei Hort. Ex. Hatano dans la taxinomie locale.
Le fruit, remarquable par sa précocité, est récolté vert dès août - 100 jours après l'anthèse - et dès juin-juillet en serre - 80 jours après l’anthèse. Il s'agit d'un agrume de jours longs qui fait partie des agrumes acides d'été japonais.

## Dénomination
Le mot hébésu désigne en français la plante et le fruit.
Hébésu proviendrait du nom de famille du samouraï qui découvrit le fruit (Chosokabe Heibee) et l'utilisa dans sa cuisine en 1845, et de su qui signifie vinaigre. Le Kizu キズ, Citrus kizu  Yu.Tanaka (1948) est décrit comme synonyme de hébésu par Tokurou Shimizu et al. (2016). Il s'agirait d'un agrume beaucoup plus ancien, il serait attesté avant 1200. Citrus heibei hort. Ex. Hatano est utilisé par les sources japonaises.

## Description
L'arbre est de petite taille, épineux, sa croissance est lente.
Le fruit ressemble au sudachi, avec une peau mince, peu ou pas de petits pépins, un diamètre d'environ 5 cm et un poids d'environ 70g lors de sa récolte en vert. Il se reconnait par son absence d'aréole à la différence du sudachi et du yuzu vert et pas sa précocité..
Les utilisations en cuisine sont les mêmes que celles du kabosu ou du sudachi, son acidité est élégante. Une politique de promotion et de création de produits dérivés appuie un groupement des 70 producteurs. La surface cultivée est faible : 18 ha. La plante n'est ni cultivée ni conservée hors du Japon ; où les fruits, le jus et des produits dérivés sont commercialisés.

## Utilisation

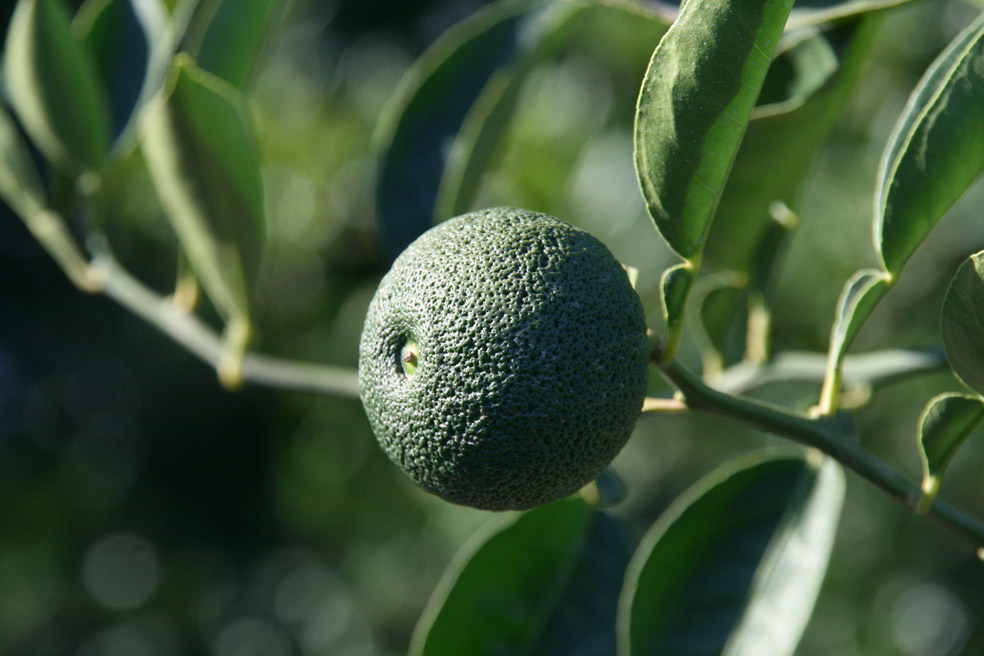
Le fruit fin juillet, début de récolte

On l'utilise dans les boissons (jus et demi fruit), avec les Udon, les sirops, les confiseries. Le jus est vendu en bouteille.

## Huile essentielle
L'huile essentielle extraite du zeste du fruit mur a été analysée en 2019, les auteurs isolent sept composés dont cinq dérivés de flavonoïdes, un dérivé de phénylpropanol et un dérivé de coumarine. Ces puissants anti-inflammatoires ont montré in vitro un pouvoir inhibiteur de l'ARNm codant pour la cytokine pro‐inflammatoire IL‐1β, d'où l'espoir d'un potentiel anti‐neuro‐inflammatoires.